# Los cinco burgos de Danelaw

Las Islas Británicas en tiempos de los cinco burgos y el Midlands inglés. Inicios del.

Los Cinco burgos de Danelaw fueron las cinco ciudades principales vikingas de Mercia (actualmente East Midlands). Estas eran Derby, Leicester, Lincoln, Nottingham y Stamford. Las cuatro primeras se convirtieron más tarde en capitales de condado.

## Derby
Derby, en nórdico antiguo Djúra-bý, fue iniciado por los daneses en 877, y no estuvo bajo amenaza de los anglosajones hasta 913 cuando Lady Ethelfleda de Mercia lanzó una campaña militar hacia el interior del territorio danés y estableció un burh en la cercana Tamworth. En 917 Ethelfleda lanzó su primera ofensiva seleccionando la fortaleza de Derby como primer objetivo. En aquel momento, el gobernador vikingo local probablemente uniendo fuerzas con ejércitos de Northampton y Leicester por su parte mandaba hacer incursiones para atacar Mercia. Ethelfleda aprovechó su ventaja de la débil guarnición en el burh y tras asaltar la ciudad en julio de 917, se anexionó toda la región a la Mercia anglosajona. 
Los daneses pudieron establecer sus cuarteles generales en la antigua forlateza romana de Derventio La fortaleza rectangular ofrecía al burh un equivalente de 500 hides (una forma de medida medieval). Los vikingos se asentaron cerca de Repton en el invierno de 874, y abandonaron la zona un año más tarde tras sufrir muchas bajas debido a una plaga durante su estancia (se han encontrado 245 cuerpos en una fosa de la época).

## Leicester
Uno de los más formidables burhs daneses, el jarl combinaba su ejército con los de Northampton y devastó los territorios de los sajones occidentales en Bedfordshire y Oxfordshire en 913, y desafiaron al rey Eduardo el Viejo asediando el burg de los sajones de Wessex en Hertford. Este acontecimiento obligó a Ethelfleda trasladar sus ejércitos hasta los límites del territorio ocupado en las cercanías de Leicester en 914 y construir un burh en Warwick. En julio de 917, como resultado de un asalto a tres bandas, las fuerzas combinadas de Leicester y Northampton, así como posiblemente Derby, asediaron a los mercios en su burh de Towcester. Aislados por la pérdida previa de Derby y Northampton un año antes, el ejército mercio regresó a principios de 918 arrasando el territorio, y como resultado la fortaleza se rindió sin presentar batalla a las tropas de Ethelfleda.
Liberados del yugo inglés por el rey Olaf III Guthfrithson de Jorvik en 941, el rey Edmundo I de Inglaterra atacó al ejército vikingo de Leicester el mismo año. Olaf y su asesor Wulfstan I, Arzobispo de York, escaparon por lo que se levantó el asedio tras negociar la paz cediendo los cinco burgos al reino de York. Jarl Orm, gobernador de Leicester en aquel tiempo casó su hija con el rey Olaf a fin de cimentar una alianza. Posiblemente el burh de 1900 hides se construyó con los restos de la antigua muralla romana de Leicester (Ratae Corieltauvorum).

## Lincoln
El burh de Lincoln vigilaba la ruta entre Wessex y York, y se liberó de la mayoría de incursiones anglo-danesas por su aislada situación. Los daneses de Lincoln se asentaron en la zona antiguamente ocupada por los anglosajones del reino de Lindsey, donde los vikingos previamente pasaban los inviernos en las cercanías de la fortaleza de Torksey en Lindsey de 873 al 874. Lincoln probablemente se rindió en 918 siguiendo la capitulación de todos los territorios daneses en los límites de Mercia y Wessex. Antigua ciudad de la Legión romana, el burh pudo reforzar sus murallas en la antigua fortaleza de 41 acres (1300 hides).

## Nottingham
El ejército vikingo de Ivar el Deshuesado y Halfdan Ragnarsson ocuparon por primera vez Nottingham en 868 y pasaban posteriormente los inviernos allí. El rey Burgred y sus aliados sajones de Wessex iniciaron el asedio durante un corto periodo, pero finalizando con una paz que permitió a los vikingos retirarse no sin presentar alguna que otra seria y esporádica batalla en 869. La reocupación danesa y nuevos asentamientos tuvieron su momento en 877, y terminaron con el ataque de Eduardo el Viejo en verano de 918. Eduardo construyó un segundo burh en la orilla opuesta del río Trent en 920 para más adelante fortificar el área de los ataques daneses. El burh sajón de Nottingham fue conocido por cubrir unos 39 acres (1300 hides),

## Stamford
El territorio de Stamford fue invadido por los sajones de Wessex de Aethelnoth en el verano 894, pero la ciudad no fue saqueada y el gobierno danés tampoco se vio afectado. En fin de esa situación llegó con el rey Eduardo asaltando Stamford a finales de mayo de 918 que cayó en manos del ejército sajón. En el mismo año Eduardo construyó un segundo burh en la ribera sur del río Welland. Desde Roffe, los terraplenes de la sección norte del burh eran de unos 750 hides y los de Eduardo sobre 650 hides.

## Losburhsdaneses al sur
Los siguientes burhs no formaban parte de los cinco principales burgos, pero eran grandes asentamientos vikingos con gran poder militar y gobernados de la misma manera. Los daneses de estos asentamientos actuaban en alianzas con aquellos de los cinco mencionados y el rey danés de Anglia Oriental.

### Northampton
El primer registro sobre la invasión escandinava de Northampton en 913, daban inicialmente una amplia victoria a los vikingos. No obstante, en una segunda vuelta fueron derrotados por fuerzas mercias locales cerca de Luton, perdiendo caballos y armas. En diciembre de 914 sus fuerzas fueron mermadas cuando una gran parte de daneses se rindieron al rey Eduardo en Bedford. Con la pérdida de Derby y East Anglia y el avance del rey Eduardo, el jarl Thurferth, y los hombres de Northampton y Cambridge se rindieron a los sajones de Wessex en 917. El jarl Thurferth siguió como gobernador títere, hecho contrastado en cuatro cartas del rey Athelstan fechadas entre 930 y 934.
Northampton fue posteriormente incorporada en el ampliado Condado de East Anglia bajo tutela de Athelstan alrededor de 930. En 941, ya en manos de los mercios, Northampton encaró un asedio fracasado por el rey Olaf Guthfrithson. El ejército de Northampton todavía permanecía activo en el 984 ya que se menciona atestiguando en un documento de venta de tierras. Se estima que el tamaño de los terraplenes del burh en Northampton era de unos 700 hides, el más pequeño de todos.

### Bedford
El burh danés se vio bajo la amenaza del avance de los sajones de Wessex en 914. En noviembre se había rendido por una táctica de pinza del rey Eduardo, y el jarl Thurketel se vio obligado a someterse junto con todos sus seguidores. Eduardo regresó en 915 a la fortaleza, y en esta ocasión tomando personalmente el control construyendo un segundo burh en el banco sur del río Ouse. Thurketel se convirtió en gobernador títere, hasta que se le permitió abandonar Inglaterra para ir a Francia con sus seguidores en el verano de 916. En julio de 917 el ejército danés del reino de Estanglia avanzó hacia Tempsford y lanzó un ataque para recuperar Bedford siendo derrotado ampliamente. Bedford fue incorporado posteriormente al condado de East Anglia a principios del siglo X.

### Huntingdon
Los daneses de Huntingdon se aliaron con los daneses de East Anglia cuando avanzaron hacia Tempsford al mando de los jarls Toglos y Manna, y construyeron una nueva fortaleza en julio de 917. Desde allí, el ejército unificado intentó recuperar el burh de Bedford, pero fueron severamente derrotados y dispersados por la guarnición anglosajona. El burh fue más tarde ocupado por los sajones de Wessex del rey Eduardo.

### Cambridge
Cambridge fue ocupado por los reyes Guthrum, Osketel y Anwend en 875, donde sus ejércitos pasaban los inviernos. En 911 fue amenazada por el rey Eduardo, que edificó un burh en Hertford. Con la caída de Huntingdon, Cambridge se convirtió en el último emplazamiento independiente que los daneses de East Anglia podían confiar, sin embargo la situación cambió y los daneses de Cambridge se sometieron al rey Eduardo a finales de 917.

## Reconquista de anglosajones y daneses
El gobierno danés de los cinco burgos perdió vigencia tras la reconquista de Ethelfleda de Mercia y Eduardo el Viejo de Wessex a lo largo de 916 y 917. El área fue consecuentemente puesta bajo dominio de los condes de Mercia hasta que el rey Olaf de York recuperó los cinco burgos tras su gran ofensiva de 941, quizás con ayuda de los caudillos daneses locales. No duró mucho la restauración ya que el rey Edmundo recuperó los cinco burgos un año más tarde.
Los cinco burgos se encuentran registrados por primera vez en un poema inglés conocido como Redención de los Cinco Burgos. Años más tarde los cinco burgos mantenían cierta identidad e influencia propia y componían un área muy concreta del país, donde los gobernantes buscaban apoyos de sus jarls, incluso Svend I de Dinamarca procuró la previa sumisión de los cinco burgos en 1013, antes de proclamarse rey de Inglaterra. En 1015 hay una única referencia a los siete burgos, lo que implica que pudo haberse incluido Torksey y York.

## Condado de los Cinco Burgos
Tras la conquista danesa en 1016, al jarl Sired le sucedió el nuevo creado Condado de los cinco burgos bajo el reino de Canuto el Grande en 1019. Hacia 1035 el condado pasó a ser tutelado por Leofrico de Mercia, y no volvió a ser formalmente una unidad administrativa en el futuro.